# Akvarium
 For alternative betydninger, se Akvarium (flertydig). (Se også artikler, som begynder med Akvarium)
Et akvarium (flertal akvarier) er en vandbeholder til sødyr, søplanter, havdyr og havplanter. Blandt de almindeligste akvariefisk er bl.a. guldfisk, guppyer, zebrafisk og slørhaler. En tilsvarende beholder til landdyr kaldes terrarium, og overbegrebet for akvarier og terrarier er vivarium.
Et akvarium kan også betyde et naturhistorisk museum, som viser levende fisk og andre havdyr (f.eks. hajer og skaldyr) og planter. En person, som dyrker akvariekultur som hobby, kaldes akvarist.

## Billedgalleri
- Akvarium anno 1856.
- Dreng med kugleakvarium som det typisk ses i tegnefilm.
- Tegning af akvarium.
- Større akvarium.
- Guldfisk i akvarium.